# Nordpoto
Nordpoto (Nyctibius jamaicensis) är en nattaktiv fågel i familjen potoer. Den förekommer i delar av Västindien och i Centralamerika från Mexiko till Nicaragua. Arten minskar i antal men beståndet anses ändå vara livskraftigt.

## Utseende och läte
Nordpoton är en rätt stor fågel med en kroppslängd på 38–46 centimeter. Den har en lång stjärt, långa spetsiga vingar, stort huvud, mycket korta ben och en liten näbb men stort gap. Fjäderdräkten är gråbrun, kryptiskt mönstrad i svart, grått och gräddvitt. Kinderna är bleka med ett mörkt mustaschstreck under. Det stora ögat har gul iris. Den är mycket lik gråpoton men skiljer sig tydligt åt i lätena, där nordpotons är sträva och gutturala medan gråpoton ljuder sorgliga ylande visslingar. Större poto är större, blekare och saknar mustaschstreck.

## Utbredning och systematik
Nordpoto delas in i fem underarter i två grupper med följande utbredning:
- mexicanus-gruppen
  - Nyctibius jamaicensis lambi – på Stillahavssluttningen i västra Mexiko
  - Nyctibius jamaicensis mexicanus – från östra och södra Mexiko till El Salvador, Honduras och ön Roatán
  - Nyctibius jamaicensis costaricensis – nordvästra och centrala Costa Rica och antagligen på Stillahavssluttningen i Nicaragua
- jamaicensis/abbotti-gruppen
  - Nyctibius jamaicensis jamaicensis – Jamaica
  - Nyctibius jamaicensis abbotti – Hispaniola och ön Gonâve

## Levnadssätt
Nordpoton ses vanligen när den sitter orörlig upprätt på grenar eller stolpar. Den förekommer i låglänta områden i skogsområden och buskmarker med gläntor och odlad bygd med spridda träd, ibland i mer urbana områden och kring golfbanor. Fågeln lever av stora insekter som nattfjärilar och skalbaggar som den fångar från sin sittplats. Den lägger sitt enda ägg direkt på en bruten gren. Båda föräldrar ruvar ägget och tar hand om ungen.

## Status och hot
Arten har ett stort utbredningsområde och en stor population, men tros minska i antal på grund av habitatförstörelse, dock inte tillräckligt kraftigt för att den ska betraktas som hotad. Internationella naturvårdsunionen IUCN kategoriserar därför arten som livskraftig (LC). Beståndet uppskattas till i storleksordningen 50 000 till en halv miljon vuxna individer.

## Namn
Fågeln har på svenska även kallats nordlig poto och nordlig tandnattskärra. Dess vetenskapliga artnamn jamaicensis syftar på Jamaica.